# Чернение зубов

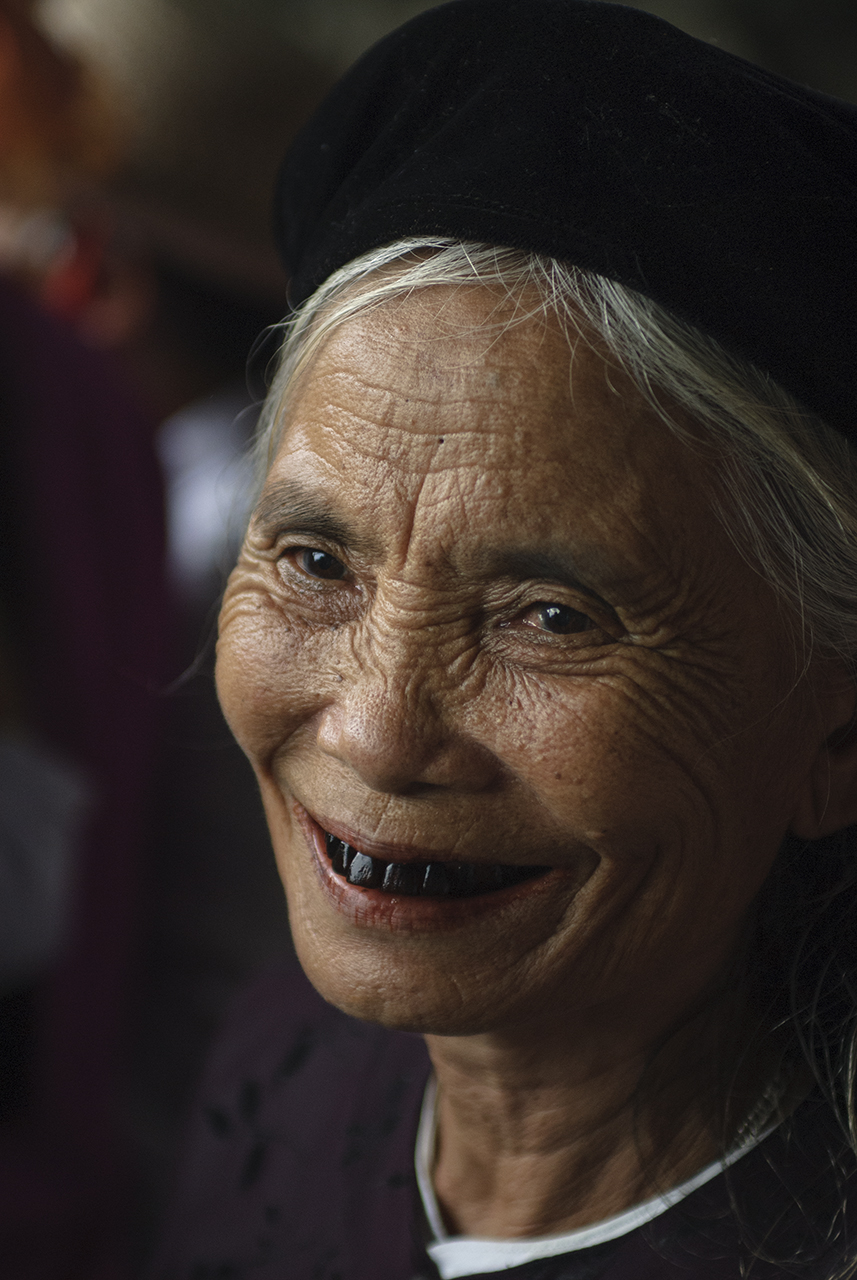
Пожилая вьетнамка с почернёнными зубами

Чернение зубов — сохраняющаяся у некоторых народов Юго-Восточной Азии, Индии (у гуджаратцев), Южной Америки, Нигерии и Марокко практика, заключающаяся в нанесении краски на зубы. Производится в эстетических и утилитарных целях. Чернение зубов практикуется также в Японии, там оно именуется охагуро.
В XXI веке чернят зубы в основном женщины, обычно традицию соблюдают пожилые. Иногда для достижения требуемого эффекта применяются коронки.
Чернят или чернили зубы вьеты, японцы, мужчины-алорцы; лаху, мяо, яо, лы, нунги; кани, кату, конги; акха, лису; палау, филиппинцы, жительницы Марианских островов, яп, коренные народы Суматры, Малакки, замужние яванки.

## Чернение зубов в России
Согласно этнографическим данным, на Руси обычай у женщин чернить зубы был известен, по меньшей мере, со времён царя Алексея Михайловича (при этом известно о существовании подобной моды и в Западной Европе XVI—XVII вв. — в частности, в Англии, Италии, Франции). Среди зажиточных слоёв населения (дворян, купцов, богатых крестьян) данная мода продержалась до конца XVIII — начала XIX веков (о чём имеются свидетельства, в частности, Александра Радищева и Михаила Салтыкова-Щедрина), а в качестве своеобразного рудимента в некоторых местностях России — до начала XX столетия (как, например, у отдельных казанских татарок или олонецких карелок).
В литературе даются различные объяснения этому довольно странному, на современный взгляд, обычаю. По одной из версий, русские, не получавшие в условиях сравнительно холодного климата должного количества витаминов и кальция, изначально имели не вполне белые зубы; чтобы этот недостаток скрыть, модницы использовали особые белила для зубов на основе ртути, которая ещё более разрушала зубную эмаль и приводила только к почернению зубов. Поэтому, чтобы разница между повреждёнными и здоровыми зубами не бросалась в глаза, стали чернить и те, и другие. Согласно другому толкованию, чёрные зубы вошли в моду, поскольку являлись косвенным показателем достатка: известно, что частое употребление в пищу сахара может спровоцировать развитие кариеса, являющегося причиной почернения зубов; сахар же на Руси был весьма дорог, позволить себе его могли только довольно обеспеченные люди, поэтому чёрные зубы символизировали достаток их обладателя.

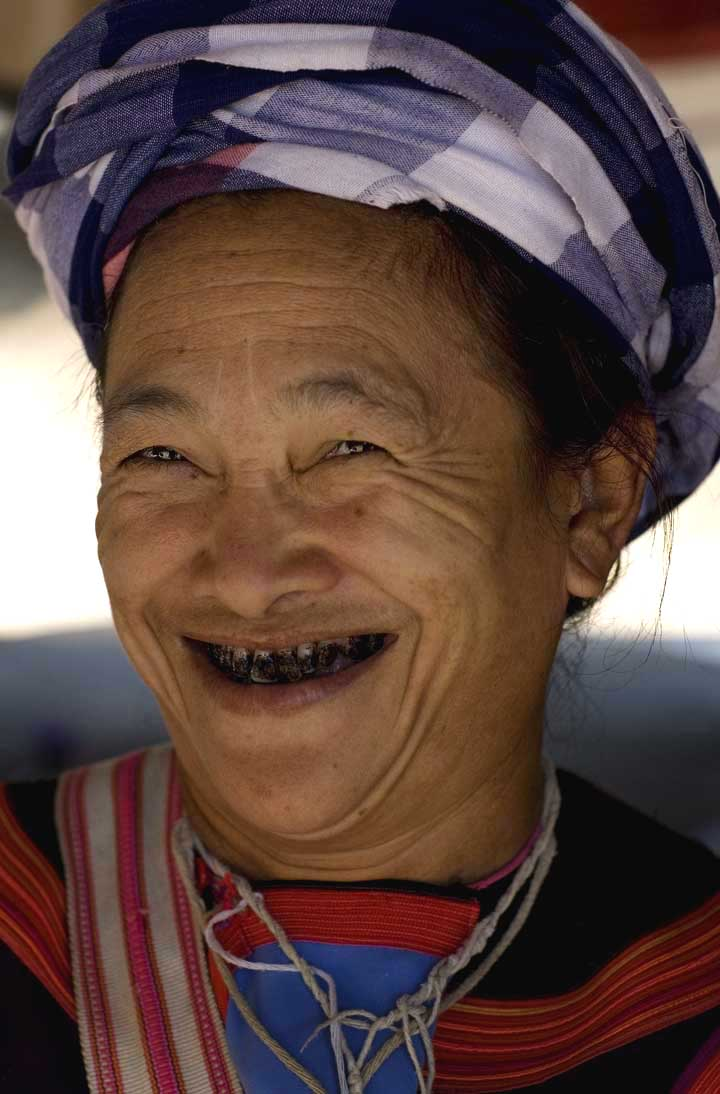
Почерневшие от жевания бетеля зубы у женщины из национальных меньшинств Таиланда
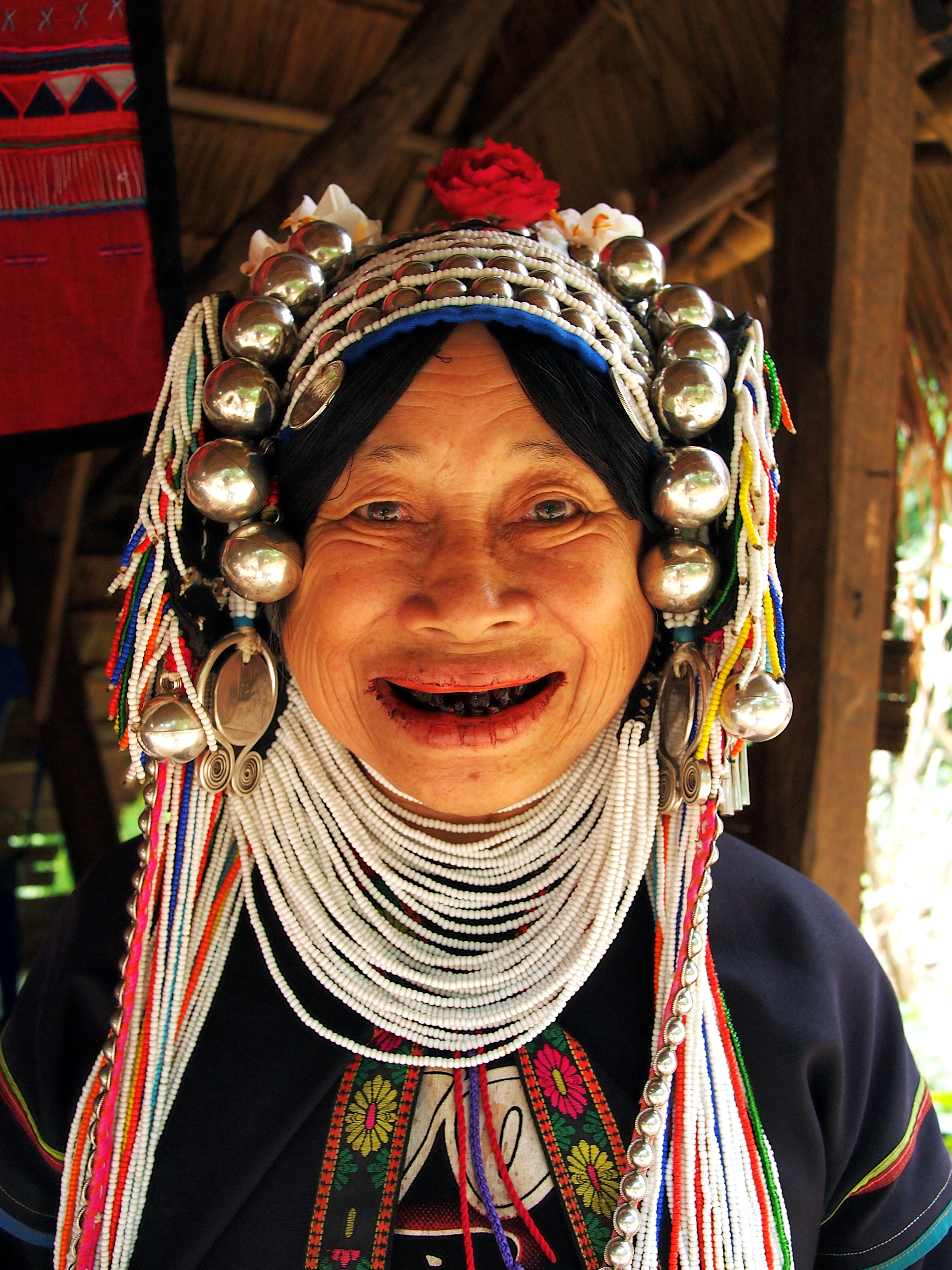
Женщина народа акха
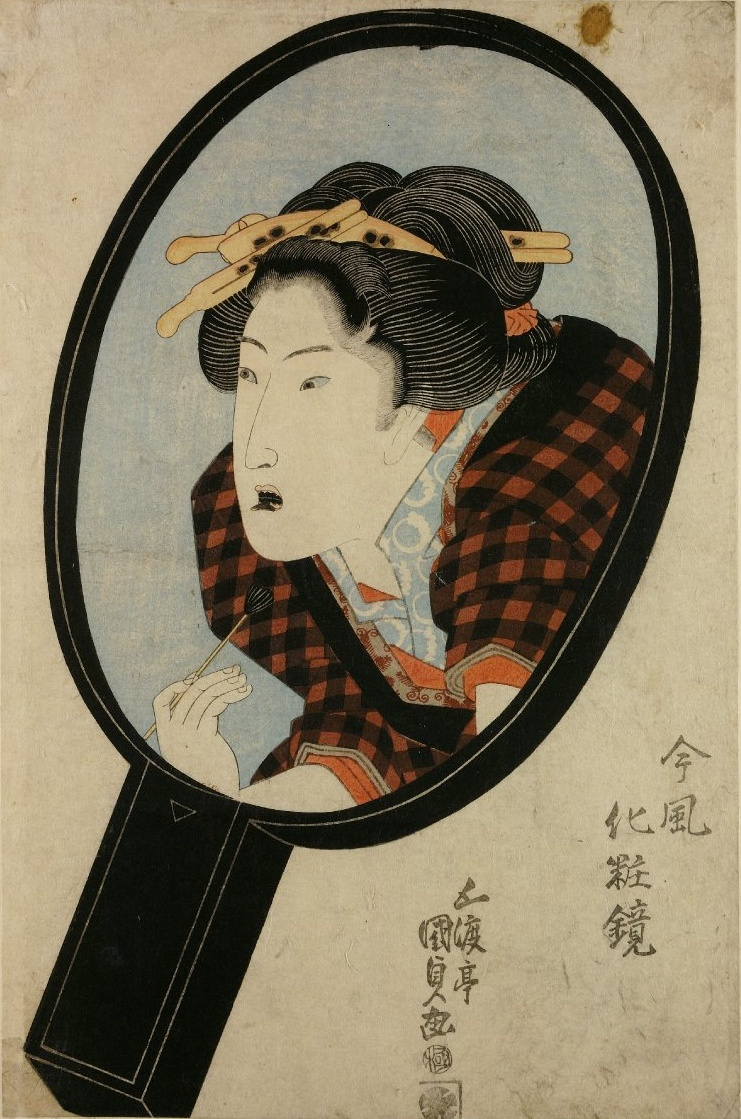
Чернение зубов. Утагава Кунисада